# Josh Ginnelly
Joshua Lloyd „Josh“ Ginnelly (* 24. März 1997 in Coventry) ist ein englischer Fußballspieler, der bei Swansea City in der EFL Championship unter Vertrag steht.

## Karriere
Josh Ginnelly begann seine Karriere in der Jugend bei Aston Villa, wo er sieben Jahre verbrachte. Im Jahr 2013 wechselte Ginnelly zu Shrewsbury Town. Ein Jahr später gab Ginnelly sein Debüt in der vierten Liga für Shrewsbury unter Trainer Micky Mellon als er für James Collins bei einem 2:0-Sieg gegen Luton Town eingewechselt wurde. Als Zweiter gelang Shrewsbury 2015 der direkte Wiederaufstieg in die dritte Liga nach dem Abstieg ein Jahr zuvor. Ginnelly absolvierte in der gesamten Saison drei Ligaspiele als Einwechselspieler. Sein erster Profivertrag wurde ihm erst im März 2015 in Shrewsbury angeboten.
Im August 2015 wechselte Ginnelly mit einem Dreijahresvertrag zum Zweitligisten FC Burnley. Nachdem er bis zum Jahreswechsel ohne Einsatz geblieben war, folgte ab Januar 2016 einen halbjährige Leihe zum englischen Fünftligisten FC Altrincham. Er gab sein Debüt am 23. Januar 2016 bei einem 5:0-Sieg gegen Grimsby Town und spielte über das gesamte Spiel. Ginnelly erzielte sein erstes Tor für den Verein drei Tage später bei einem 3:1-Sieg gegen den FC Woking. Anschließend erzielte er zwischen dem 9. Februar 2016 und dem 13. Februar 2016 in zwei Spielen zwei Tore gegen den AFC Wrexham und Lincoln City. Ginnelly erzielte später in der Saison zwei weitere Tore. Insgesamt absolvierte er 20 Spiele und erzielte fünf Tore. Altrincham stieg jedoch am Ende der Saison 2015/16 ab.
Im Juli 2016 wechselte Ginnelly bis Januar 2017 auf Leihbasis zum Drittligisten FC Walsall. Er gab sein Walsall-Debüt am 30. August 2016 als Einwechselspieler bei einem 5:2-Sieg gegen Grimsby Town in der Football League Trophy. Er verbrachte einen Großteil des Saisonstarts auf der Bank und gab schließlich am 15. Oktober 2016 sein Ligadebüt bei einem 3:2-Sieg über seinen ehemaligen Verein aus Shrewsbury. Seine Leistungen brachten ihm eine Reihe von Spielen meist als Einwechselspieler für den Verein ein. Von neun Einsätzen bis zum Jahreswechsel wurde er fünfmal eingewechselt.
Im Januar 2017 kehrte er nicht nach Burnley zurück, sondern wurde weiter an Lincoln City in die National League verliehen. Nach 13 Einsätzen in der Saison 2016/17, die als Meister und Aufsteiger endete, wurde Ginnelly darüber hinaus eine weitere Spielzeit an den Verein ausgeliehen. Ginnelly erzielte sein erstes Tor für den Aufsteiger am ersten Spieltag der folgenden Saison in der vierten Liga bei einem 2:2-Unentschieden gegen die Wycombe Wanderers. Im Januar 2019 kehrte er vorzeitig von der Leihe nach Burnley zurück, nachdem er in 15 Ligaspielen zwei Tore erzielt hatte. Direkt im Anschluss ging Ginnelly per Leihvertrag bis zum Ende der Saison zu den Tranmere Rovers in die fünfte Liga. Bei seinem Debüt für die Rovers erzielte er ein Tor bei einem 3:2-Sieg gegen Maidenhead United. Obwohl er zwischen Ende März und Mitte April seinen Platz in der ersten Elf verloren hatte, kehrte er am 21. April 2018 bei einem 2:0-Sieg gegen Halifax Town in die Startaufstellung zurück. Im Play-off-Halbfinale um den Aufstieg erzielte Ginnelly ein Tor beim 4:2-Sieg gegen Ebbsfleet United. Ginnelly half der Mannschaft
das Play-off-Finale der National League gegen Boreham Wood mit 2:1 im Wembley-Stadion zu gewinnen, und sicherte die Rückkehr des Vereins in die vierte Liga nach dreijähriger Abwesenheit.
Nachdem der Vertrag in Burnley ausgelaufen war, unterschrieb Ginnelly einen Einjahresvertrag bei seinem ehemaligen Leihverein aus Walsall. Ginnelly konnte sich einen Stammplatz sichern und absolvierte bis Dezember 21 Spiele, in denen er zweimal traf. Im Januar 2019 wurde er vom englischen Zweitligisten Preston North End für eine unbekannte Ablösesumme verpflichtet. Für seinen neuen Verein gab er sein Debüt erst drei Monate später im April 2019 gegen West Bromwich Albion. Bis zum Ende der Spielzeit kam er in vier weiteren Ligaspielen zum Einsatz. Bis Januar 2020 kamen neben drei Spielen im EFL Cup nur ein weiterer Ligaspieleinsatz für Ginnelly hinzu.
Ginnelly wurde ab Januar 2020 für sechs Monate an den Drittligisten Bristol Rovers verliehen. In neun Partien erzielte er ein Tor gegen den FC Blackpool. Ab September 2020 wurde Ginnelly weiter an den schottischen Zweitligisten Heart of Midlothian verliehen. Er kam in der Saison 2019/20 auf sechs Spiele und drei Tore und verhalf der Mannschaft zum Titel in der Championship und dem damit verbundenen Aufstieg in die Scottish Premiership. Im Pokalfinale des schottischen Pokals unterlag er mit den „Hearts“ gegen Celtic Glasgow im Elfmeterschießen, nachdem er unter anderem in der Verlängerung ein Tor geschossen hatte. Im Juni 2021 unterzeichnete Ginnelly einen Zweijahresvertrag in Edinburgh, nachdem der Vertrag bei Preston ausgelaufen war.